# Дєєва Анастасія Євгеніївна
Анастасія Євгеніївна Шмалько, у шлюбі Дєєва — українська політикиня, активістка та феміністка. Виконавча директорка Всеукраїнської мережі людей, що живуть з ВІЛ/СНІД. Колишня заступниця Міністра внутрішніх справ з питань європейської інтеграції (26 жовтня 2016 року — 27 грудня 2017 року). Ініціаторка створення Міжвідомчої робочої групи з імплементації Резолюції Ради Безпеки ООН 1325 «Жінки, мир, безпека» та Поліцейської мережі з протидії домашньому насильству «ПОЛІНА».

## Життєпис
Народилася 2 березня 1992 року в м. Остер, Чернігівська область.
Дитинство провела в Англії, де вчилась у закритій школі. Вільно володіє англійською та французькою мовами. В 2009 році закінчила Кловський ліцей. В тому ж році поступила в Київський національний університет ім. Т. Шевченка.
З 2013 по 2014  роки — асистентка секретаріату Міністерства закордонних справ України.
3 2012 по 2013 роки працювала помічницею депутатів Верховної Ради від Партії Регіонів Леоніда Кожари та Олени Нетецької.
2015 року закінчила Київський національний університет імені Тараса Шевченка. Отримала ступінь магістра політології, захистивши диплом на тему розвитку громадянського суспільства.
Працювала у Стокгольмі у приватній компанії директоркою з розвитку міжнародного бізнесу в галузі зелених технологій.
21 травня 2016 року одружилась із Георгієм Дєєвим (бізнесмен, працює у сфері реклами; є одним із керівників київського агентства цифрових комунікацій «Volta»).

## Робота в МВС
2015 року прийшла до МВС у якості програмної менеджерки з комунікацій та реформування поліції програми ICITAP Департаменту юстиції США. У складі команди з реформування поліції відповідала за координацію запуску патрульної служби, взаємодію з міжнародними донорами та комунікацію реформи, в тому числі розробку кампанії «Моя нова поліція». Ініціаторка програм взаємодії поліції з громадою community policing та «Шкільний офіцер поліції». Працювала помічницею Заступниці Міністра Еки Згуладзе, згодом — радницею Міністра внутрішніх справ України.
Розпорядженням Прем'єр-міністра України від 26.10.2016 року призначена заступницею Міністра внутрішніх справ України з питань європейської інтеграції.
На посаді Дєєва відповідала за впровадження проєктів, що націлені на реалізацію європейської інтеграції, гендерної рівності, захисту прав людини та громадянина, нульової дискримінації, протидії торгівлі людьми, комплексного захисту дітей, комплексної взаємодії поліції та громади, реформи Сервісних центрів, Державної служби з надзвичайних ситуацій та Державної міграційної служби.

## Гендерна політика
30 січня 2017 року за ініціативою Анастасії Дєєвої на базі Міністерства створена Міжвідомча робоча група з імплементації Резолюції Ради Безпеки ООН 1325 «Жінки, мир, безпека», до складу якої увійшли представники Міністерства, українських урядових та громадських організацій, а також провідні експерти з питань гендеру КМЄС, НАТО та ООН. Головна задача Робочої групи — розробка плану дій МВС України у межах Національного плану з виконання резолюції РБ ООН № 1325 на 2017—2020 роки, затвердженого розпорядженням Кабінету Міністрів України. Зокрема план охоплював: запровадження гендерного підходу в реформі правоохоронної системи, миротворчу та мирозахисну діяльність, запобігання конфліктам і насильству та захист жінок, що постраждали від них.
26 січня 2018 року розпочала свою діяльність в компанії UN Women Ukraine в якості національної коорднаторки проєкту HeForShe.

### Протидія домашньому насильству
В рамках виконання резолюції РБ ООН № 1325 в частині попередження насильства та захисту жінок та дівчат, що постраждали від конфлікту, Анастасія Дєєва ініціювала і презентувала пілотний запуск Поліцейської мережі з протидії домашньому насильству, що отримав кодову назву «ПОЛІНА». Метою проекту є створення ефективної системи виявлення, реагування та протидії випадкам домашнього насильства, а також відновлення довіри громадян до поліції. Головна інновація проєкту — чіткий алгоритм взаємодії операторів лінії «102», патрульної служби та соціальних служб задля оперативного реагування та попередження випадків домашнього насильства.
Мережа функціонує у формі мобільних груп поліції, до складу яких входять представники патрульної служби, ювенальної превенції, слідчі, а також соціальні працівники. Група безпосередньо реагує на випадки домашнього насильства після відповідного повідомлення патрульної служби, що з'ясовує обставини на місці виклику.  Для кожного конкретного випадку обирається персоналізований механізм реагування, що може включати затримання кривдника, проведення роз'яснювальної роботи, перенаправлення постраждалих до спеціалізованих закладів тощо.
Пілотування проєкту почалося 12 червня 2017 року у Києві, Одесі та Сєвєродонецьку. Результати пілотування мали бути оголошені в жовтні 2018 року, після чого МВС планувало перейти до масштабування проєкту по всій території України.
27 грудня 2017 року Дєєва звільнилась з посади заступниці міністра внутрішніх справ з питань європейської інтеграції за власним бажанням.

## «100% життя»
З 12 березня 2018 року Дєєва працює виконавчою директоркою Всеукраїнської мережі людей, що живуть з ВІЛ/СНІД.
Є менторкою проєкту «Я зможу! Натхнення. Можливості. Успіх».
У 2018 році співзаснувала бренд «Raw Flow», який спеціалізується на виготовленні сумок і аксесуарів, що виготовляються з екологічного матеріалу, який не містить продуктів тваринного походження і підлягає повторній переробці.